# Polygamie en Guinée
La polygamie en Guinée est généralement illégale. La polygamie est régie par la nouvelle loi sur la famille de 2019,. La nouvelle réglementation stipule qu'un mariage est présumé monogame ; cependant, un couple peut légalement contracter un mariage polygyne si le marié déclare qu'il opte pour la polygynie lors de la cérémonie de mariage et que la mariée donne son consentement explicite. La nouvelle loi est le résultat d'une longue bataille législative entre ceux qui voulaient la polygamie libre sans restrictions et ceux qui voulaient une interdiction complète.
En vertu de la loi précédente, la polygamie était interdite pour les mariages civils, mais la loi n'était pas appliquée. La polygamie était largement pratiquée dans les mariages religieux.

## Prévalence de la polygamie
La prévalence de la polygamie en Guinée est l'une des plus élevées au monde, bien qu'elle soit aujourd'hui moins répandue que par le passé. L'UNICEF a signalé en 2005 que 53,4% des femmes guinéennes âgées de 15 à 49 ans étaient dans des mariages polygames. 29,8 % des filles âgées de 15 à 19 ans étaient dans des mariages polygames. En 2020, on estimait qu'environ 26 % des mariages étaient polygames (29 % musulmans et 10 % chrétiens).
La Guinée fait partie de la "ceinture de la polygamie", une partie de l'Afrique de l'Ouest et du Centre qui s'étend à travers l'Afrique, du Sénégal à la Tanzanie, dans laquelle la polygamie est très répandue et fortement ancrée dans la culture et la société,.
On estime en 2020, que la Guinée a le sixième taux de polygamie le plus élevé au monde après le Burkina Faso, le Mali, la Gambie, le Niger et le Nigeria.